# Irish League 1962-1963
L'Irish League 1962-1963 è stata la 62ª edizione della prima divisione del campionato nordirlandese di calcio.
Il campionato era formato da dodici squadre e il Distillery vinse il titolo. Non vi furono retrocessioni.

## Classifica finale
| Pos. | Squadra          | G  | V  | N  | P  | GF | GS | Punti |
| ---- | ---------------- | -- | -- | -- | -- | -- | -- | ----- |
| 1    | Distillery       | 22 | 13 | 5  | 4  | 57 | 30 | 31    |
| 2    | Linfield         | 22 | 10 | 9  | 3  | 40 | 24 | 29    |
| 3    | Portadown        | 22 | 9  | 10 | 3  | 45 | 25 | 28    |
| 4    | Glentoran        | 22 | 11 | 6  | 5  | 49 | 27 | 28    |
| 5    | Ballymena United | 22 | 7  | 11 | 4  | 41 | 42 | 25    |
| 6    | Crusaders        | 22 | 11 | 2  | 9  | 47 | 42 | 24    |
| 7    | Coleraine        | 22 | 8  | 8  | 6  | 34 | 33 | 24    |
| 8    | Glenavon         | 22 | 9  | 5  | 8  | 44 | 31 | 23    |
| 9    | Derry City       | 22 | 8  | 5  | 9  | 34 | 38 | 21    |
| 10   | Ards             | 22 | 5  | 3  | 14 | 30 | 54 | 13    |
| 11   | Cliftonville     | 22 | 2  | 5  | 15 | 24 | 56 | 9     |
| 12   | Bangor           | 22 | 2  | 5  | 15 | 22 | 65 | 9     |

G = Partite giocate; V = Vittorie; N = Nulle/Pareggi; P = Perse; GF = Goal fatti; GS = Goal subiti; 